# Den store Gevinst (film fra 1909)
 For alternative betydninger, se Den store Gevinst. (Se også artikler, som begynder med Den store Gevinst)
Den store Gevinst er en dansk stum komediefilm fra 1909 produceret af Nordisk Films Kompagni og instrueret af Viggo Larsen.
Filmen handler om en mand, der vinder en lotterigevinst ved en tombola.

## Handling
Denne artikel mangler et handlingsreferat. Hjælp os med at skrive det.

## Medvirkende
- Gustav Lund
- Aage Brandt
- Elith Pio
- Aage Lorentzen